# ハーン・ユーニス県
ハーン・ユーニス県 (アラビア語: محافظة خان يونس/Muḥāfaẓat Ḫān Yūnis)は、パレスチナ自治区のガザ地区南部の県。
県都はハーン・ユーニス。
2014年7月1日の人口は33万1000人で、ガザ地区の18.8%を占め、5県中3位。
面積は108km²で、ガザ地区の29.6%を占め、5県中最大。
人口密度は3064.8人/km²。

## 人口
- 1997年12月10日：20万704人
- 2007年12月1日：27万979人
- 2014年7月1日：33万1000人

## 隣接県
- 北：ディール・バラフ県
- 東：南部地区
- 南：ラファフ県
- 西：地中海

## 主要都市
※ 人口は2014年7月1日の値。
- ハーン・ユーニス：22万300人(県都)(難民キャンプを含む)
- バニー・スヘイラ（英語版）：3万8700人
- アル・カラーラ（英語版）：2万4100人
- アバサーン・アル・カビーラ（英語版）：2万2500人

## 土地利用
- 市街地：69.61%
- 農地：12.82%
- ハーン・ユーニス・キャンプ（英語版）：17.57%